# Nervenscheidenmyxom
Das Nervenscheidenmyxom ist ein seltener gutartiger, schleimbildender Tumor der den Nerven umhüllenden Markscheide. Der Tumor wird zu den Myxomen gezählt.
Synonyme sind: Klassisches Neurothekom; Myxoides Neurothekom; myxoides Neurothekeoma; Nervenscheidenmyxom
Die Erstbeschreibung stammt aus dem Jahre 1969 durch die US-amerikanischen Pathologen James C. Harkin und Richard J. Reed.

## Vorkommen
Die Häufigkeit ist nicht bekannt, das weibliche Geschlecht ist häufiger betroffen.

## Pathologie
Es handelt sich um eine knotige oder gelappte Neubildung aus plumpen spindel- oder sternförmigen Tumorzellen in einer myxomartigen Matrix. Immunhistochemisch ist sie positiv auf S-100-Antikörper. Abgegrenzt werden kann das myxoide vom zellreichen Neurothekeom durch unscharfe Abgrenzung des aus spindeligen und epithelartigen Zellen aufgebauten Tumors, der S-100-Protein negativ ist. Diese zelluläre Form wird häufig mit der myxoiden Form gleichgesetzt.

## Klinische Erscheinungen
Klinische Kriterien sind:
- Manifestation in jedem Alter möglich
- meist einzelne in der Haut oder Unterhaut gelegene weiche hautfarbene Knoten
- Lokalisation am Kopf, Hals, Körperstamm und den Extremitäten

## Differentialdiagnose
Abzugrenzen sind Epidermalzyste und Epidermaler Nävus.

## Therapie
Die Behandlung besteht aus der (vollständigen) Resektion.